# Hydnocarpus kurzii
Hydnocarpus kurzii, nombre común: “chaulmugra” es una especie de árbol perteneciente a la familia de las achariáceas.

## Descripción
Es un árbol que alcanza los 20 m de altura. Es originario de la India.  Presenta hojas simples, alternas, con estípula y sin exudado.
Los frutos son caulinares y perfectamente lignificados con numerosas semillas.

## Usos
De los frutos se extrae el aceite o manteca de chaulmugra el cual es el remedio más eficaz contra la lepra.
Este aceite está formado por dos ácidos el chaulmoógrico y el ácido hydnocárpico.
Los indígenas usan la pulpa de la fruta para pescar ya que los peces se adormecen con este preparado

## Taxonomía
El género fue descrito por  (King) Warb. y publicado en Die Natürlichen Pflanzenfamilien 3(6a): 21. 1893.
Sinonimia
- Taraktogenos kurzii King